# Comité Nobel
Un comité Nobel est un groupe de travail organisé, sous l'autorité de la Fondation Nobel, chargé d'initier le processus annuel de sélection des lauréats du prix Nobel. Il existe six comités Nobel différents : un pour chaque prix Nobel.

## Diversité des comités
Quatre des six comités Nobel sont issus d'une institution suédoise et fonctionnent à Stockholm en Suède :
- pour le prix Nobel de physique : l'Académie royale des sciences de Suède[1] ;
- pour celui de chimie : l'Académie royale des sciences de Suède[2] ;
- pour celui de physiologie ou médecine : l'Institut Karolinska[3] ;
- pour celui de littérature : l'Académie suédoise[4].

Le cinquième comité Nobel est le comité Nobel norvégien, qui sélectionne le prix Nobel de la paix. Il fonctionne à Oslo en Norvège.
Enfin, les travaux destinés à l'attribution du prix de la Banque de Suède en sciences économiques en mémoire d'Alfred Nobel, qui n'est pas à proprement parler un prix Nobel puisque le testament d'Alfred Nobel ne mentionnait pas cette discipline économique bien qu'elle existait déjà à l'époque, sont réalisés par l' Académie royale des sciences de Suède.

## Composition
Initialement chaque comité était composé de 5 membres votant issus de son institution de référence. Mais depuis plusieurs années, il s'y adjoint d'autres membres votant,,.
La liste de ces membres est connue publiquement : Physique (6 membres votant), Chimie (6 membres votant), Physiologie ou médecine (6 membres votant), Littérature (4 membres votant inscrits en octobre 2018), Paix (6 membres votant), Sciences économiques (11 membres votant).

## Fonctionnement
Les cinq comités Nobel suédois ne font que proposer des noms, jusqu'à une trentaine. Le choix final du ou des lauréats est décidé par une assemblée plus large composée, respectivement pour chacun des prix, de membres de chacune de ces institutions[pas clair],,,,.
Le comité Nobel norvégien, chargé du prix Nobel de la paix, a un statut différent puisqu'il est à la fois l'organe de travail et l'organe qui décide de son prix, en relation étroite avec la Fondation Nobel.
Le processus de sélection des lauréats est public,,. Les délibérations de chacun de ces comités sont secrètes, pendant 50 ans. De plus aucun de ces comités n'annonce lui-même son choix.